# ساسان مؤیدی
ساسان مؤیدی (زاده ۸ تیر ۱۳۳۸ تهران) عکاس مستند و جنگ اهل ایران است. او بیشتر با عکس‌هایی که از جنگ ایران و عراق گرفته شناخته می‌شود. مؤیدی به همراه احمد ناطقی از نخستین عکاسانی بودند که تصاویر بمباران شیمیایی حلبچه را ثبت کردند. شروع عکاسی‌اش در سال ۱۳۵۵ در روابط‌عمومی تلویزیون ایران بود.
آثار منتشر شده از عکس‌های دوران هشت ساله دفاع مقدس ذهن مخاطب را بلافاصله به سمت مجموعه جنگ تحمیلی می‌برد که در بین سال های۶۱ تا ۶۷، شش جلد از آن منتشر شد. این کتاب‌ها، آثار ارزشمند و فاخری بودند که جمع‌آوری شد و در قالب ۶ جلد در آلمان به چاپ رسید.
ایشان در سال ۲۰۲۰ با مجموعه حکایت عاشقی به عنوان اولین ایرانی برنده جایزه صلح جهانی آلفرد فرید در وین اتریش شدند.